# Stefan Slupetzky

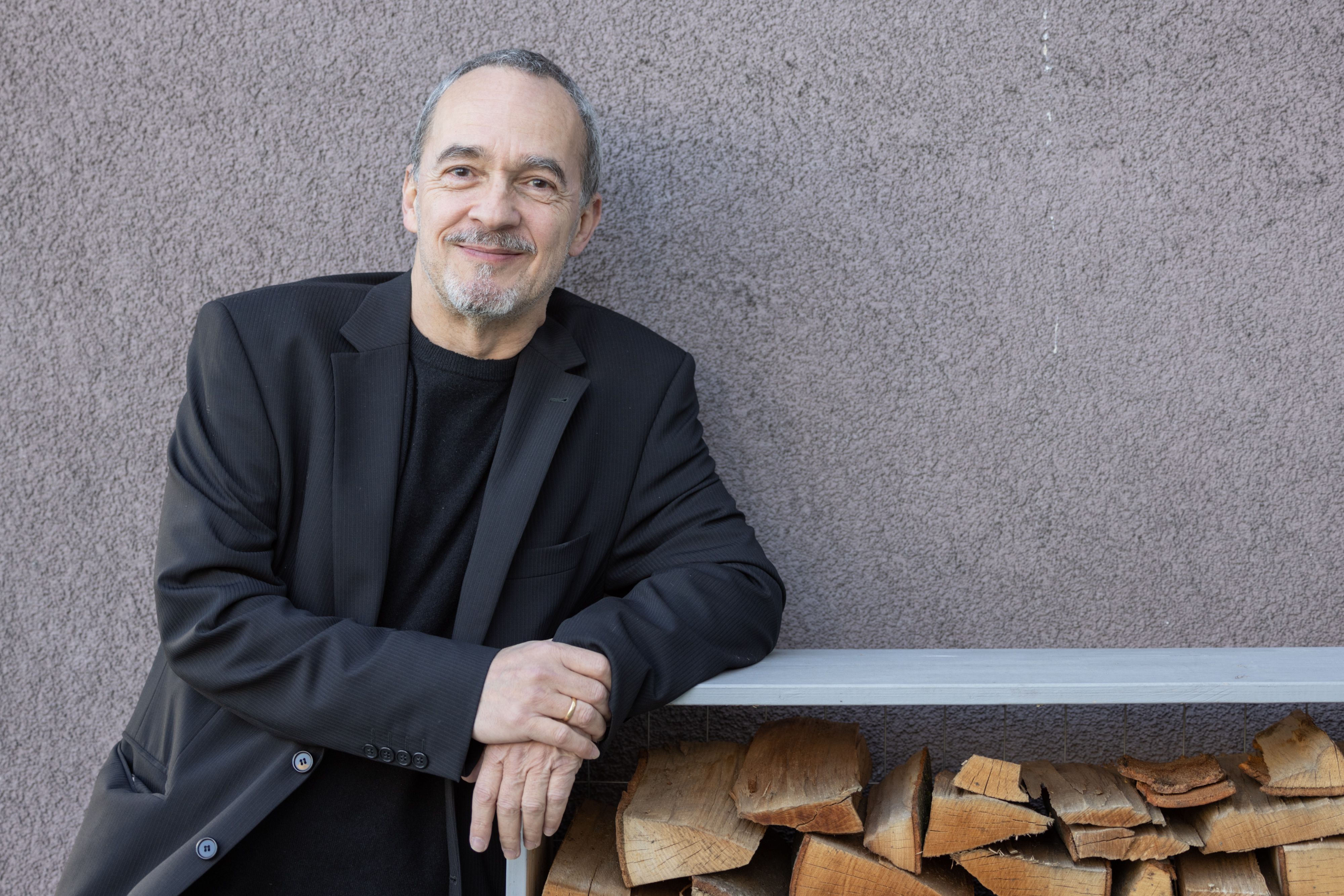
Stefan Slupetzky (2023)

Stefan Slupetzky (* 1962 in Wien) ist ein österreichischer Schriftsteller, Krimiautor, Kinderbuchautor, Illustrator und Musiker.

## Leben
Stefan Slupetzky studierte von 1981 bis 1990 an der Akademie der bildenden Künste in Wien. Parallel dazu betätigte er sich auch als Saxophonist in verschiedenen Jazzbands und als Schauspieler. Nach Beendigung des Studiums unterrichtete er ein Jahr Kunst- und Werkerziehung an einem Wiener Gymnasium.
Seit 1991 arbeitet er als freischaffender Autor und Illustrator in Wien und seit 2005 dramatisiert er Romane und Novellen österreichischer Klassiker (u. a. Stefan Zweig und Arthur Schnitzler) für die Festspiele Reichenau.
2005 bekam er für seinen Roman Der Fall des Lemming den Friedrich-Glauser-Preis verliehen, 2006 für Lemmings Himmelfahrt den Burgdorfer Krimipreis. 2007 wurde Das Schweigen des Lemming von den Wienern zu einem ihrer hundert Lieblingsbücher gewählt. Ende Juni 2009 erhielt Slupetzky für seine Lemming-Romane den Radio Bremen Krimipreis zugesprochen, der ihm am 16. September 2009 im Rahmen des Bremer Krimifestivals PrimeTimeCrimeTime überreicht wurde.
Von 2006 bis 2009 betreute er auf Radio Wien die literarische Ecke von Willi Resetarits’ sonntäglicher Radiosendung „Trost und Rat“.
Sein Roman Der Fall des Lemming wurde 2008 mit Fritz Karl in der Titelrolle verfilmt – Der Fall des Lemming. 2010 wurde sein Roman Lemmings Zorn sowohl für den Friedrich-Glauser-Preis als auch für den erstmals ausgelobten Leo-Perutz-Preis der Stadt Wien nominiert und mit dem Leo-Perutz-Preis ausgezeichnet.
Slupetzky ist Mitbegründer des Vereins zur Verwertung von Gedankenüberschüssen und wirkte an der Erfindung und Entwicklung unverzichtbarer Gebrauchsgegenstände wie etwa des „Transzebra Portable“, eines ausrollbaren Zebrastreifens, mit.
Neben regelmäßigen Autorenlesungen ist Stefan Slupetzky auch als Texter und Sänger der Wienerliedcombo Trio Lepschi aktiv (mit Martin Zrost und bis 2016 Tomas Slupetzky, seither Michael Kunz).
1989 wurde seine Tochter und 2007 sein Sohn geboren.

## Werke

### Bücher
- 1985 „Missing Links – Erfindungen, die wir auch nicht brauchen“ (Herausgeber)
- 1994 „O, mein Golf!“
- 1994 „Die Traumtöpfe“
- 1994 „Geschichten vom Klöchen“ (Übersetzung & Illustration)
- 1995 „Der Gurkenfrosch“
- 1995 „Nurmi, der Bär“
- 1995 „Weit ist der Weg zum Amazonas“ (Illustration)
- 1996 „Nurmi und Nick“
- 1997 „O, Berta!“
- 1997 „Nurmi, der Weihnachtsbär“
- 1998 „Das musikalische Nashorn“ (Illustration)
- 1998 „Herr Novak und die Mausfrau“
- 1999 „Ein Ei im Getreide“
- 1999 „Pechleins Glück“
- 1999 „Die Geigenkatze“ (erweiterte Neuauflage von „Der Gurkenfrosch“)
- 2000 „Schäfchen zählen“
- 2004 „Der Fall des Lemming – Eine Wiener Mordgeschichte“
- 2004 „Absurdes Glück – Bittersüße Geschichten“
- 2005 „Lemmings Himmelfahrt – Lemmings zweiter Fall“
- 2005 „Der Segatanz unter dem Flammenbaum – Erhebungen in Mauritius“
- 2006 „Das Schweigen des Lemming – Lemmings dritter Fall“
- 2008 „Besuch von Glorf – eine Parabel aus der Zukunft“
- 2009 „Lemmings Zorn: Lemmings vierter Fall“
- 2011 „Halsknacker“
- 2013 „Polivka hat einen Traum“, Kindler, Reinbek bei Hamburg 2013, ISBN 978-3-463-40080-8.
- 2016 „Der letzte große Trost“, Rowohlt-Verlag, Reinbek 2016, ISBN 978-3-498-06152-4
- 2017 „Die Rückkehr des Lemming“, Rowohlt-Verlag, Reinbek 2017, ISBN 978-3-499-29097-8
- 2020 „Im Netz des Lemming“, Haymon Verlag, Innsbruck 2020, ISBN 978-3-7099-3497-5
- 2023 „Lemmings Blues“, Haymon Verlag, Innsbruck 2023, ISBN 978-3-7099-8168-9

### Theaterstücke
- 2000 „Sau-Bär und Schwein-Igel“
- 2001 „Parzival“
- 2002 „Der kleine Doktor Jakobi“
- 2003 „Pandoras Bag“
- 2003 „Im Namen des Ping“
- 2006 „Rausch der Verwandlung“ (nach dem Roman von Stefan Zweig)
- 2008 „24 Stunden aus dem Leben einer Frau“ (nach der Novelle von Stefan Zweig)
- 2009 „Spiel im Morgengrauen“ (nach der Novelle von Arthur Schnitzler)
- 2010 „Der Weg ins Freie“ (nach dem Roman von Arthur Schnitzler)
- 2011 „Fräulein Else“ (nach der Novelle von Arthur Schnitzler)
- 2012 „Ungeduld“ (nach dem Roman "Ungeduld des Herzens" von Stefan Zweig)

## Auszeichnungen
- 1994 Die zwölf schönsten Bücher Österreichs und
- 1995 Steirische Leseeule für Die Traumtöpfe
- 1995 Preis der Stadt Wien und
- 1996 Federhasenpreis für Nurmi der Bär
- 1996 Die zwölf schönsten Bücher Österreichs für Nurmi und Nick
- 1997 Die zwölf schönsten Bücher Österreichs für Nurmi der Weihnachtsbär
- 1998 Ehrenliste zum Österreichischen Kinder- und Jugendbuchpreis für 0 Berta
- 1999 Österreichischer Kinder- und Jugendbuchpreis für Herr Novak und die Mausfrau
- 2005 Friedrich-Glauser-Preis – Debüt der „Autorengruppe deutschsprachige Kriminalliteratur“ – Das Syndikat für Der Fall des Lemming
- 2006 Burgdorfer Krimipreis für Lemmings Himmelfahrt
- 2007 Das Schweigen des Lemming wird zu einem der hundert Lieblingsbücher der Wiener gekürt
- 2009 Radio Bremen Krimipreis für seine Lemming-Romane
- 2010 Leo-Perutz-Preis für Lemmings Zorn
- 2020 Buchpreis der Wiener Wirtschaft[2]